# برنارد كوكسن
برنارد كوكسن (بالإنجليزية: Bernard Cookson)‏ هو رسام كارتون بريطاني، ولد في 1937 في مانشستر في المملكة المتحدة، وتوفي في 26 يناير 2016.